# 勢多伽丸
勢多伽丸（せたかまる、承元2年（1208年） - 承久3年（1221年）7月）は、鎌倉時代の人物。佐々木広綱の子。

## 生涯
承元2年（1208年）、佐々木広綱の子として誕生。
承久3年（1221年）、父・広綱は承久の乱において後鳥羽上皇方に荷担し、鎌倉幕府将軍の恩恵を受ける立場にありながら背信行為をしたことに強い非難と憎悪が向けられ、後藤基清らと共に処刑された。この時、勢多伽丸は出家して仁和寺に在住し、道助入道親王に育てられていたが、父の謀叛に連座して捕らえられ、処刑されることとなった。これに対し道助と勢多伽丸の母親は勢多伽丸を救うために必死の助命懇願を行い、人道を尊重する執権北条泰時にとっても、勢多伽丸を処刑することは耐えがたきことであった。しかし、広綱の弟で承久の乱における宇治川の戦いで抜群の武功を挙げた佐々木信綱が、自分の武功を帳消しにしてでも勢多伽丸を処刑することを強く主張した。信綱は泰時の妹婿にあたり鎌倉幕府において枢要な人物であったため、泰時はこれを退けることが出来ず、断腸の思いで勢多伽丸の処刑を指示し、勢多伽丸は処刑された。
「承久記」によると享年14歳。
「御最愛の兒有り」「勢多伽、今年は十四歳、眉目心様・衣紋付袴の著様、世に超たれば御所中にも雙び（ならび）無けり」
「勢多伽丸、七歳より召仕て、已に七八年が程不便に思召せども、父廣綱が罪深して切れられぬ」
「季子勢多伽年十四，美容姿，事道助法親王，在仁和寺」

なお、勢多伽丸の母は、息子を失った悲しみに耐え切れず、桂川に入水自殺を図ったが死に切れなかった。後に出家して夫・広綱と子を弔ったという。